# Кемуля, Виктор
Виктор Кемуля (пол. Wiktor Kemula; 6 ноября 1902, Измаил, Российская империя — 17 октября 1985, Варшава, Польская Народная Республика) — польский физикохимик, исследователь в области электрохимии. Президент Польского химического общества (1955-1959, 1972-1974), член польской академии наук (1956).

## Биография
Виктор Кемуля родился в польской семье за пределами Польши, в Бессарабии, поскольку его отец был вынужден покинуть дом в Казимеже-Вельке после участия в антиправительственных выступлениях. В родном Измаиле он окончил начальную и среднюю школу с высокими оценками. В школе преподавание велось на русском языке, а после перехода региона под контроль Королевства Румыния в 1918 — на румынском, поэтому Виктор владел ими обоими. Дома он дополнительно изучал французский и немецкий языки, учился игре на пианино.
По окончании школы Кемуля отправился для получения высшего образования во Львовский университет. В то же время он подрабатывал игрой на пианино в кинотеатрах, где проходили показы немого кино, таким образом зарабатывая деньги.
На втором курсе он получил место ассистента в лаборатории польского химика Станислав Толлочко, заведующего кафедрой неорганической химии. В возрасте 25 лет он получил степень доктора философии за работу по фотохимии углеводородов. По завершении обучения Кемуля получил стипендию на продолжение научной деятельности за рубежом, для чего переехал в Лейпциг, устроившись в лабораторию Фрица Вайгерта и Петера Дебая на базе Лейпцигского университета. Однако вскоре Толлочко пригласил его в Прагу, где новыми для химии направлении электрохимических методов анализа занимался чешский физикохимик Ярослав Гейровский. Кемуля увлекся этой тематикой и в 1932 году получил степень доктора наук за исследование полярографии.
В 1935 году он возвращается во Львов, где во Львовском университете возглавляет кафедру физической химии. В середине 1939 года был назначен заведующим кафедрой неорганической химии Варшавского университета, однако с началом Второй мировой войны немецкая оккупационная власть закрыла образовательные учреждения, поэтому Кемуля смог продолжить деятельность на этом посту лишь по завершении войны. В 1947-1950 годах он занимал должность декана факультета естественных наук.
Приход польских коммунистов к власти негативно отразился на работе Кемули. Побывав в 1949 году в Великобритании с целью закупки оборудования для своих лабораторий, он был обвинен польскими спецслужбами в шпионаже. И хоть самому ему удалось избежать реального наказания, за аналогичные обвинения нескольких его коллег по химическому факультету арестовали. Такие подозрения помешали Кемуле в 1951 году стать членом академии наук несмотря на полное соответствие критериям (статус члена ему предоставили лишь в 1956 году). Работа в его лабораториях не могла развиваться вместе с научным прогрессом, поскольку в тогдашней Польше публикация иностранных профессиональных статей и изданий была критически ограниченной.
После политического кризиса 1968 года и последующих изменений в академической сфере Кемулю отстранили от должности в университете. Устроиться он смог только в Институт физической химии Польской АН, где возглавил отдел физико-химических методов анализа, который был создан в 1964 году на базе одной из его лабораторий. В 1981 году, после смягчения политической ситуации, Варшавский университет все же отметил вклад Виктора Кемули присвоением ему звания Почетного доктора.

## Научная работа
Кемуля был одним из пионеров в исследовании фотохимии углеводородов в газовой фазе, в частности радикальных реакций. Исследовал действие ультрафиолетового света на алканы и их хлоропроизводные. Открыл реакцию фотополимеризации ацетилена в бензоле.
Однако основной вклад касается полярографии, который он начал под руководством Ярослава Гейровского. В частности, им была разработана модификация метода — висячая ртутная капля. При исследовании этой темы он также разработал новый метод анализа — хроматополярографию.
Кемуля является автором пособий «Неорганическая химия» (1957), «Эмиссионный спектральный анализ» (1958, совместно С. Толлочко). Общий научный потенциал Кемули составляет около 400 публикаций. Под его руководством было защищено более 30 докторских диссертаций.